# Без надежды
«Без надежды» (венг. Szegénylegények) — кинофильм. Первая работа Миклоша Янчо, получившая международное признание.
Фильм дважды — в 1968 и в 2000 году фильм был включён в т. н. «Будапештскую дюжину» лучших фильмов венгерской кинематографии.

## Сюжет
В Венгрии, после подавления национального движения под предводительством Кошута в 1849 г. и восстановления австрийского господства, создаются лагеря для людей, подозреваемых в пособничестве Кошуту. Около 20 лет спустя становится известно, что среди заключённых одного из лагерей находятся члены партизанского отряда Шандора Рожи, считающиеся последними сподвижниками Кошута. Чтобы опознать их и выяснить, находится ли в лагере сам Шандор, к заключённым применяются самые вероломные формы насилия и получения информации…

## В ролях
- Янош Гёрбе — Янош Гайдар
- Золтан Латинович — Имре Веселка
- Тибор Мольнар — Кабаи
- Габор Агарди — Торма
- Андраш Козак — Кабаи-младший
- Бела Барши — Фоглар
- Йожеф Мадараш
- Янош Кольтаи
- Лайош Эзе

## История создания
Фильм снимался на государственной киностудии Mafilm. Бюджет составил 17 миллионов форинтов, или, по тогдашнему курсу, около полумиллиона долларов. С венгерским писателем Дьюлой Хернади, автором сценария, Янчо познакомился в 1959; они неоднократно работали вместе до самой смерти Хернади (2005). Оператором фильма выступил ещё один постоянный соратник Янчо, Тамаш Шомло.
Многие излюбленные приёмы Янчо ещё не проявляются в этом фильме в полной мере: дубли сравнительно коротки, движения камеры, хотя и аккуратно выстроены, не демонстрируют искусный плавный стиль более поздних картин. Однако в фильме присутствует любимое место действия Янчо — венгерская степь (пуста), снятая при характерном гнетущем солнечном свете. В фильме мало диалогов, эмоции персонажей почти не показаны. Один из критиков охарактеризовал фильм как «полное поглощение содержания формой».

## Восприятие
Фильм был хорошо принят зрителями в Венгрии. В кинотеатрах фильм посмотрело около миллиона зрителей (в стране с населением около десяти миллионов).
«Без надежды» — первый фильм Янчо, заслуживший международное признание. В 1966 фильм был включён в программу Каннского фестиваля, однако не получил никаких наград. Зрителями фильм воспринимался как частичная аллегория на ужесточения, последовавшие за подавлением антикоммунистического восстания 1956 года. Исходя из этого, чтобы получить разрешение на демонстрацию фильма в Каннах, Янчо пришлось заявить публично, что фильм не имеет никакого отношения к недавним событиям в стране, хотя, как он говорил позднее, «все знали, что это неправда».